# Grzegorze
Grzegorze (niem. Gregersdorf) – wieś w Polsce położona w województwie warmińsko-mazurskim, w powiecie piskim, w gminie Orzysz. W latach 1975–1998 miejscowość administracyjnie należała do województwa suwalskiego.

## Historia
Wieś lokowana w 1437 r., pod nazwą Grogersdorf, na terenach już zasiedlonych przez prokuratora rastemborskiego Gerlacha von Mertza za zgodą wielkiego mistrza krzyżackiego Pawła von Russdorfa, na 30 włókach (łanach) na prawie chełmińskim, z obowiązkiem dwóch służ zbrojnych konnych. Dobra służebne w Kunstottenbrast (późniejsze Grzegorze) otrzymali wolni: Witchen oraz Topchen (Witche, Topche), z obowiązkiem daniny rekognicyjnej w dowód uznania władzy zakonnej (wskazuje to, że Witchen i Topchen byli Prusami). Otrzymali ponadto prawo niższego sądownictwa w granicach swoich dóbr. Posiadali także prawo nadawania swojej ziemi chłopom zobowiązanym wobec tego do oddawania odpowiednich należności.
Przez wieś prowadziła droga z Orzysza do Okartowa. Wcześniej na tym obszarze do niewoli krzyżackiej dostał się Kiejstut dlatego miejsce to nazywane było niziną Kiejstuta (Kunstottenbrast).
W roku 1485 wieś zapisywana jako Grogersdorf, od początków XVI wieku nazwa wsi była zapisywana jako Gregersdorf lub Gregersdorf, wyjątkowo jako GregerBen (1651) czy Gregoaen (1663).
Podczas wojny trzynastoletniej (1454-1466) mieszkańcy Grzegorzy prawdopodobnie opowiedzieli się po stronie związku pruskiego, jednakże po jego klęsce pozostały pod władztwem zakonnym.
Zachował się późniejszy dokument z 29 grudnia 1485, dotyczący nadania ziemi Burhartowi Pomianowi. Kolejna informacja o wsi pochodzi z 1517. Jest to sprawozdanie Komturstwa Ryńskiego, w którym wymienione są również Grzegorze i wolni posiadacze majątków we wsi z obowiązkiem dwóch służb, wśród których wymienieni zostali mężczyźni z przydomkiem starostwa. Z zapisu tego wnioskować można, że Grzegorze były też siedzibą jakiejś mniejszej struktury administracyjnej ze starostą na czele, na wzór sołtysa wsi czynszowej. Według kolejnego zapisu (1519) Grzegorze nadal liczyły 30 łanów z obowiązkiem dwóch służb zbrojnych. Przez następnych kilka lat liczby te nie uległy zmianie, o czym informuje treść wykazu osad wolnych z 1535.
W spisach parafialnych z 1539 i 1540 wymienianych jest 8 wolnych (nie licząc czeladzi i zagrodników): starosta Marcin, Damian, Jakub, Stańko Losch, Jurek, Maciej i Kowal. W owym czasie osada była dosyć bogata, potwierdzeniem czego był między innymi fakt zatrudnienia zagrodników (Burzan, Micula, Jann, Jureck, Bartnik, Janusch).
Uzupełnieniem gospodarki rolnej w Grzegorzach było także rzemiosło (zakład kowalski) i bartnictwo. Z biegiem czasu majątek grzegorzewski dzielony był pomiędzy kolejnych właścicieli. Z dwóch bowiem majątków nadanych Witchenowi i Tepchenowi w 1437, do 1568 powstało aż dziewięć. Na skutek stopniowego rozdrabniania majątku nastała konieczność poszukiwania nowych ziem w okolicy. Tak też w wyniku zagospodarowywania okolicznych gruntów w 1599 Grzegorze rozrosły się z 30 łanów do 51. Wzrosła także liczba mieszkańców. W 1622 zwiększa się też wśród ludności grzegorzewskiej liczba wolnych (z 8 do 11).
Na początku XVII wieku zaznaczył się kryzys gospodarczy. W 1638 mieszkańcy Grzegorzy i sąsiedniego Kwiku zwrócili się do władz z prośbą o zmianę świadczeń – zniesienie dotychczasowego świadczenia od pługa i wprowadzenie daniny od łana. Powodem tych kłopotów ekonomicznych mieszkańców wsi według działającej wówczas komisji rozstrzygającej, była zła gleba, uprawiana w sposób niezmienny od dwóch stuleci. Prawdopodobnie więc doszło do erozji i wyjałowienia ziemi. W październiku 1656 w wyniku najazdu tatarskiego kilku mieszkańców wsi dostało się do niewoli. Areał ziemi zwiększył się do 48 łanów. Liczba wolnych powoli rosła. W 1690 było ich 9, zaś do 1714 liczba wolnych grzegorzewskich wzrosła do 14.
Epidemia dżumy z 1710 dotarła i do Grzegorzy. W XVIII wieku potwierdzony został status mieszkańców Grzegorzy jako wolnych chłopów zobowiązanych do pracy szarwarkowej.

## Zabytki
Zabytki ujęte w gminnej ewidencji zabytków:
- Budynek gospodarczy, murowany, zbudowany w 1867 roku[4].
- Dawny cmentarz ewangelicki, założony w połowie XIX wieku[5].

Najstarszy zachowany nagrobek: Emil Carl Kopka †1892. Na cmentarzu znajduje się kwatera wojenna z okresu I wojny światowej. Według zachowanych inskrypcji, w dwóch mogiłach zbiorowych, pochowanych jest 11. żołnierzy armii rosyjskiej.